# In & Out
In & Out és una pel·lícula nord-americana del 1997 dirigida per Frank Oz. El guió està escrit per Paul Rudnick i protagonitzada per Kevin Kline, Tom Selleck, Joan Cusack, Matt Dillon, Debbie Reynolds, Bob Newhart, Shalom Harlow, i Wilford Brimley. Joan Cusack va ser nominada a l'Oscar a la millor actriu secundària per la seva interpretació.
La pel·lícula està inspirada en el discurs pronunciat per Tom Hanks en recollir el seu Oscar el 1994 com a millor actor pel seu paper a Philadelphia, en el qual esmentava al seu professor de teatre de l'institut, Rawley Farnsworth i al seu antic company de classe John Gilkerson, "dos bons nord-americans gais, dues persones meravelloses amb les quals he tingut la sort de trobar-me". Aquesta pel·lícula va ser un dels pocs intents de la indústria de Hollywood de fer una pel·lícula de temàtica LGBT en aquella època i que incloïa una escena en la qual es pot veure un petó entre Kevin Kline i Tom Selleck de 10 segons de durada, una cosa poc comuna en l'època en la qual es va estrenar.

## Argument
Howard Brackett (Kevin Kline), és un professor d'ètica de llengua anglesa, que porta una vida tranquil·la en el fictici poble de Greenleaf, Indiana. Està compromès amb una companya de treball, Emily (Joan Cusack). Tota la ciutat espera ansiosa la gala de lliurament dels Oscar, ja que Cameron Drake (Matt Dillon), un actor originari de la localitat i antic alumne de Brackett, està nominat a l'Oscar al millor actor per un paper en el qual representa a un soldat gai. Cameron rep el premi al millor actor i quan fa el seu discurs dona les gràcies a Brackett i afegeix: "...que també és gai".
Els pares, amics i la promesa de Howard es queden sorpresos, encara que això no és res comparat amb la reacció d'incredulitat i indignació del propi Howard, que intenta convèncer a tots que és heterosexual. La ciutat s'omple de periodistes, que el persegueixen per intentar aconseguir una entrevista. El director de l'institut posa sobre avís a Howard que la situació creada no és la ideal.
Encara que els altres periodistes marxen després d'aconseguir el que buscaven, un es queda al poble: Peter Malloy (Tom Selleck), que vol cobrir les noces de Howard i Emily. Quan Cameron Drake s'assabenta del rebombori, decideix viatjar al seu poble natal per intentar arreglar la situació.
Howard nota que la manera en què el tracta la gent ha canviat i arriba a la conclusió que l'única manera de provar la seva heterosexualidad, és mantenir relacions sexuals prematrimonials amb Emily. Però tot i que ho intenta, no ho aconsegueix.
Howard es troba amb Peter, qui vol ajudar-lo explicant-li com va ser la seva experiència a l'hora de sortir de l'armari. Howard segueix mantenint que no és gai, a la qual cosa Peter respon besant-lo. Howard es queda sorprès però respon de forma positiva al petó, confirmant així les sospites de Peter sobre la seva homosexualitat.
Com a última recurs i a la desesperada, Howard intenta convèncer-se de la seva heterosexualitat amb una casset d'autoajuda en la qual es pot escoltar la cançó "I will survive", en la versió cantada per Diana Ross i RuPaul.
Posteriorment, en les noces i quan arriba el moment del "sí, vull", Emily ho fa sense vacil·lar, però Howard, en el seu lloc, diu "sóc gai". Peter es mostrarà orgullós de Howard i aquest està molest amb si mateix per haver fet mal a Emily. Quan sembla que les coses no podien anar pitjor, Howard és acomiadat del seu treball per haver fet pública la seva homosexualitat.
Malgrat haver estat acomiadat, Howard assisteix a la cerimònia de graduació dels seus alumnes. Quan els alumnes s'assabenten que l'han despatxat per ser gai, es van declarant homosexuals un a un durant per demostrar el seu rebuig a la decisió de la junta directiva de l'escola i el seu suport al professor. La família de Howard fan el mateix. I també els seus amics i la resta de les persones assistents a la cerimònia.
La pel·lícula finalitza amb els pares de Howard casant-se novament per renovar els seus vots. Howard, Peter i la resta del poble assisteixen a les noces i entre els assistents pot veure's a Emily i Cameron Drake, aparentment junts.

## Premis
- Associació de Crítics de Cinema de Nova York (1997)
  - Millor actriu secundària (Joan Cusack)
- Associació de Crítics de Cinema de Texas (1997)
  - Millor actriu secundària (Joan Cusack)
- Premis Satellite (1998)
  - Millor actriu secundària (Joan Cusack)
- Premis Chlotrudis (1998)
  - Millor actriu secundària (Joan Cusack)
- Premis BFCA (1998)
  - Millor actriu secundària (Joan Cusack)
- Premis American Comedy
  - Millor actriu secundària (Joan Cusack)
- Premis GLAAD (1998)
  - Millor pel·lícula

## Acollida i crítica
La pel·lícula va anar bé en taquilla, amb un ingrés de 15.019.821 dòlars al cap de setmana d'estrena i 63.856.929 dòlars durant tota la seva projecció al cinema. La pel·lícula va aconseguir un 72% d'aprovació a Rotten Tomatoes, valoració basada en 50 ressenyes. El consens de Rotten Tomatoes conclou: "No sempre es troba un terreny còmode entre la comèdia àmplia i el comentari social, però les actuacions animades, sobretot de Kevin Kline i Joan Cusack, enriqueixen la barreja de riures a In & Out ' i en un ambient de tolerància sexual. A Metacritic, la pel·lícula té una qualificació del 70% basada en comentaris de 18 crítics.